# Beauharnois
Beauharnois – miasto w Kanadzie, w prowincji Quebec.